# Armel Koulara
Armel N'Dinga Koulara Kwanyéllé (ur. 15 sierpnia 1989 w Ndżamenie) – czadyjski piłkarz, grający na pozycji bramkarza.

## Kariera klubowa
Swoją karierę piłkarską Koulara rozpoczął klubie Faucon FC, z którym zadebiutował w 2002 roku w pierwszej lidze czadyjskiej. W 2003 roku grał w CSTK Ndżamena, a w 2004 przeszedł do Gazelle FC. W sezonie 2008-2009, zdobył z klubem mistrzostwo w Ligue de N’djaména. W sezonie 2009-2010 opuścił Gazelle i zasilił szeregi innego ze stołecznych klubów – Tourbillonu FC. Z nim zaś, zdobył kolejny tytuł mistrza Czadu. W Afrykańskiej Lidze Mistrzów 2011 rozegrał jedno spotkanie. W rundzie preeliminacyjnej, jego drużyna podejmowała ekipę Raja Casablanca. Piłkarze czadyjskiego klubu odnieśli dotkliwą porażkę 1-10. W latach 2013–2014 grał w AS CotonTchad, w którym zakończył karierę.
| Sezon | Klub            | Kraj | Rozgrywki          | Mecze | Bramki |
| ----- | --------------- | ---- | ------------------ | ----- | ------ |
| 2002  | Faucon Ndżamena | Czad | Ligue de N’djaména | ?     | ?      |
| 2003  | CSTK Ndżamena   | Czad | Ligue de N’djaména | ?     | ?      |
| 2004  | Gazelle FC      | Czad | Ligue de N’djaména | ?     | ?      |
| 2005  | Gazelle FC      | Czad | Ligue de N’djaména | 3     | 0      |
| 2006  | Gazelle FC      | Czad | Ligue de N’djaména | 10    | 1      |
| 2007  | Gazelle FC      | Czad | Ligue de N’djaména | 15    | 1      |
| 2008  | Gazelle FC      | Czad | Ligue de N’djaména | 22    | 3      |
| 2009  | Gazelle FC      | Czad | Ligue de N’djaména | 19    | 2      |
| 2010  | Gazelle FC      | Czad | Ligue de N’djaména | 20    | 4      |
| 2011  | Tourbillon FC   | Czad | Ligue de N’djaména | ?     | ?      |
| 2012  | Tourbillon FC   | Czad | Ligue de N’djaména | ?     | ?      |
| 2013  | AS CotonTchad   | Czad | Ligue de N’djaména | ?     | ?      |
| 2014  | AS CotonTchad   | Czad | Ligue de N’djaména | ?     | ?      |

## Kariera reprezentacyjna
Koulara był w składzie drużyny narodowej na turniej Islamic Games 2005. Wystąpił także w sześciu spotkaniach reprezentacji Czadu podczas eliminacji do MŚ 2010. Reprezentował także swój kraj w czterech spotkaniach kwalifikacyjnych do Pucharu Narodów Afryki i w jednym towarzyskim meczu reprezentacji narodowej. Od 2005 do 2012 rozegrał w kadrze narodowej 17 meczów.